# 3326 Агафоніков
3326 Агафоніков (1985 FL, 1931 OB, 1946 TE, 1964 RA, 1964 RO, 1967 GJ, 1974 EP, 1978 GL3, 1979 UP4, 1979 WA8, 1983 WC1, 3326 Agafonikov) — астероїд головного поясу, відкритий 20 березня 1985 року.
Тіссеранів параметр щодо Юпітера — 3,524.